# Banjo Paterson

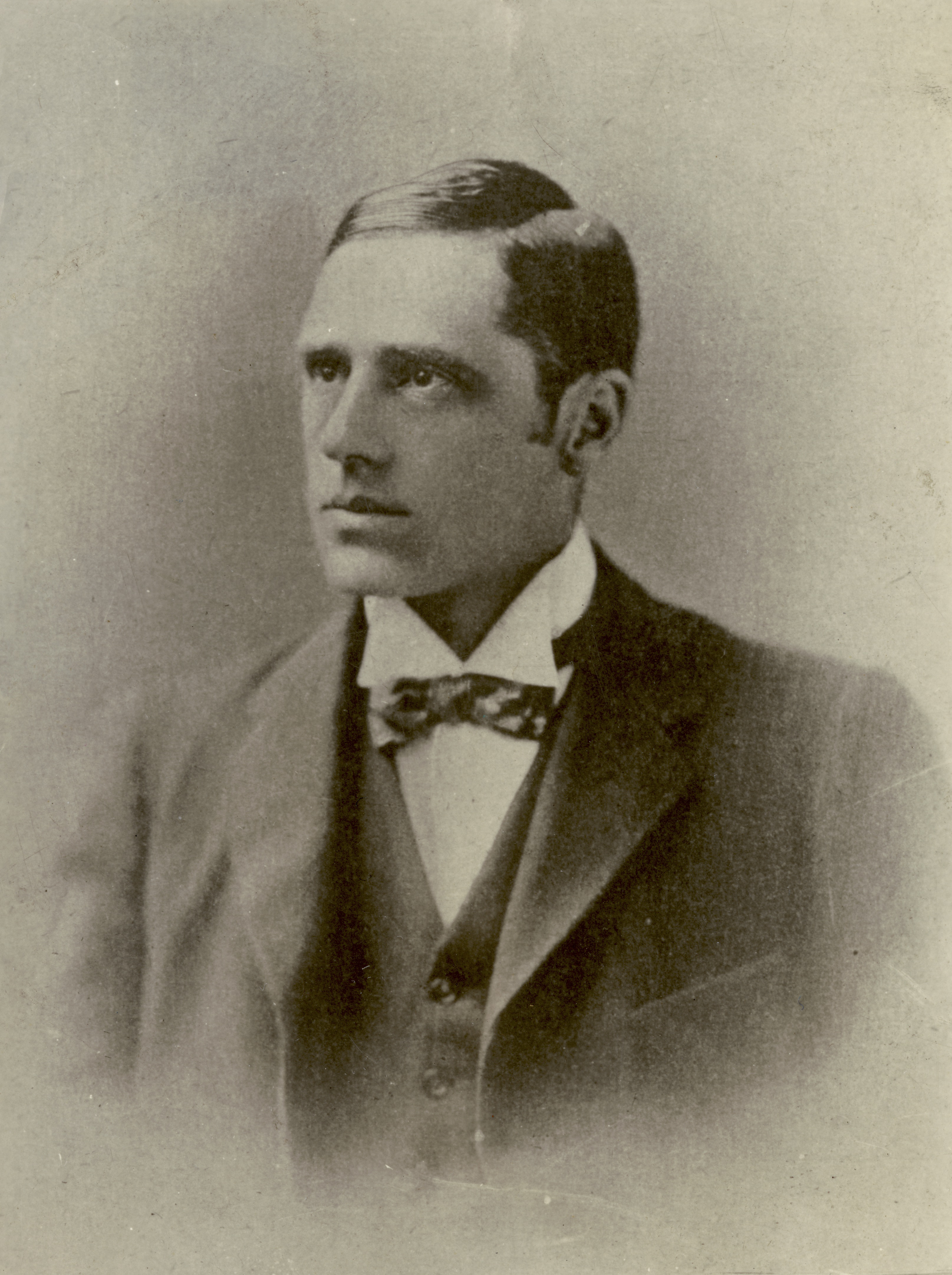

Andrew Barton "Banjo" Paterson (bij Orange (New South Wales), 17 februari 1864 – Sydney, 5 april 1941) was een beroemd Australisch dichter. Hij schreef veel ballades en gedichten over het leven in het Australische achterland, de outback.
Een van zijn beroemdste gedichten is "Waltzing Matilda". Het gedicht werd op muziek gezet, en werd vervolgens een van de populairste Australische liedjes. Andere gedichten zijn onder andere "The Man From Snowy River", waarop een film en een tv-serie werden gebaseerd, en "Clancy of the Overflow", het verhaal over een "drover" (iemand die verantwoordelijk was om kuddes vee over lange afstanden naar een markt te brengen).
Patersons gedichten gaven een erg romantische kijk op het leven in de outback. Paterson zelf woonde in de stad, en werkte als een advocaat. Men kan zijn werk vergelijken met dat van tijdgenoot Henry Lawson die een minder rooskleurige kijk had op het harde leven op het Australische platteland.
Banjo Patersons afbeelding staat op het briefje van $ 10 (AUD), samen met een illustratie naar aanleiding van The man from Snowy River, en als deel van de beveiliging, de tekst van het gedicht in microprint.